# Aisar Ahmed Ahmed
Aisar Ahmed Ahmed, deportivamente conocido como Aisar (Ceuta, 7 de julio de 2001) es un futbolista español, juega como centrocampista, en las filas de la A. D. Ceuta de la Primera Federación.

## Trayectoria
Aisar comenzó en las categorías inferiores del Real Betis Balompié, hasta la etapa de juvenil en 2018. En abril de 2019 firmó su primer contrato profesional con el Levante Unión Deportiva, que militó una temporada.
Para la siguiente temporada Aisar firma tres años para la A. D. Ceuta, en Tercera División de España la cual asciende a Segunda Federación en la temporada 2020-21. En la temporada 2021-22 en Segunda Federación juega playoff de ascenso y asciende a Primera Federación, categoría en la que compite actualmente en la temporada 2022-23.

## Clubes
| Club        | Pais   | Año         |
| ----------- | ------ | ----------- |
| A. D. Ceuta | España | 2021-Actual |

## Distinciones
- Ascenso: Segunda Federación, 2021
- Ascenso: Primera Federación, 2022